# ノインキルヒェン市電
ノインキルヒェン市電（ドイツ語: Straßenbahn Neunkirchen）は、かつてドイツ（旧：西ドイツ）のノインキルヒェンに存在した路面電車。110.7 ‰というドイツの路面電車の中で最大の急勾配区間を有していた事で知られていたが、1978年に廃止された。廃止時の運営事業者はノインキルヒェン路面電車会社（Neunkircher Straßenbahn AG、現：ノインキルヒェン交通会社）であった。

## 歴史
ドイツの都市・ノインキルヒェンに路面電車を建設する動きは19世紀末から存在していたが、本格的に始動したのは1904年の発電所建設であった。これにより安価で電力が供給可能となった事から1906年に軌間1,435 mm（標準軌）の路面電車を建設することが決定し、翌1907年9月13日に最初の路線が開通した。だがその後の路線延伸は計画から遅れ、路線網の拡張が実施されたのは第一次世界大戦後の1920年代後半から1930年代初頭となった。
1934年には年間利用客数300万人を記録したが、第二次世界大戦勃発後は軍用物資輸送の都合による一部区間の運行停止などの影響を受け、特に1945年3月の空襲により路面電車は壊滅的な打撃を受け、運行を停止する事態となった。再開したのは終戦後の4月19日で、以降1949年まで復旧が行われた。
だが、戦後は利用客の減少に見舞われた事に加え、運行費用の面から路面電車よりもトロリーバスの方が有利と見なされた結果、1953年から1954年にかけて一部区間がトロリーバスに置き換えられた。その一方で、経由していたヒュッテンベルク通り（Hüttenbergstraße）を経由する区間には最大110.7 ‰というドイツの路面電車の中で最大の急勾配区間があり、この勾配区間のディーゼルバスの走行は困難であるとされた事が一部区間の残存に繋がった。ただしこの線形が要因となった脱線・衝突事故がノインキルヒェン市電の歴史の中で複数発生しており、1959年に起きた脱線・衝突事故では死者が確認される事態となった。
その後、鉱山の閉鎖に伴い1960年代以降ノインキルヒェン市電の利用客は急速に減少し、3号線廃止以降は全長が5.4 kmに短縮し、西ドイツで最も短い路面電車路線となった。そして、急勾配区間についても技術発達により路線バスの走行が可能になった結果1977年に廃止が決定し、翌1978年6月10日をもってノインキルヒェンから路面電車が姿を消した。

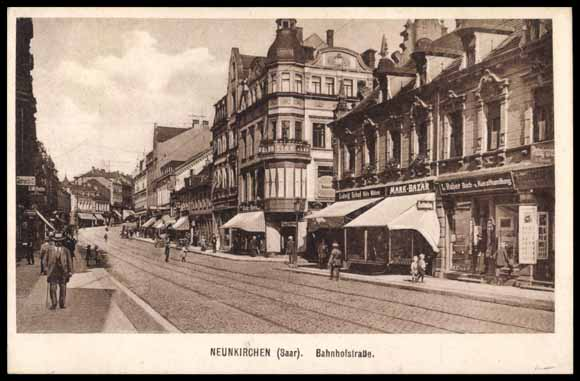
1910年代のノインキルヒェン市電が描かれた絵葉書

## 車両

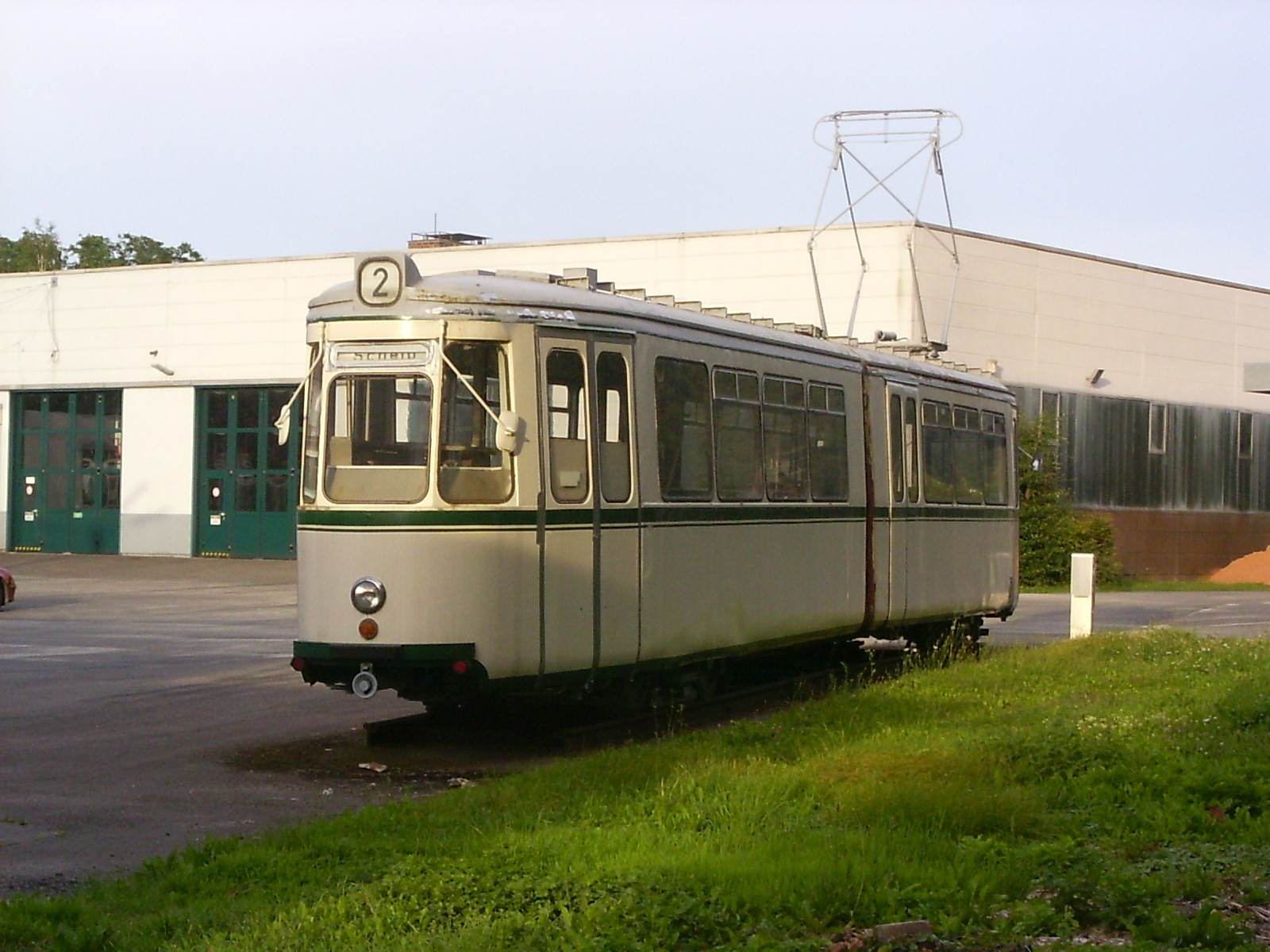
静態保存されているGT4（4）
（2012年撮影）

ノインキルヒェン市電には開通時から1920年代まで2軸車の導入が実施された一方、これらを置き換える目的で導入された最後の増備車両は、1961年にエスリンゲン機械製造（Maschinenfabrik Esslingen）によって8両が生産された2車体連接車のGT4であった。これはシュトゥットガルト市電（シュトゥットガルト）をはじめ当時の西ドイツ各国に導入された1車体1台車方式の構造を有する車両で、最大定員は160人であった。また、他都市と異なり急勾配に対応するため台車は全軸駆動となっていた事が特徴であった。
廃止後もGT4は2両が現存しており、1両（4）はノインキルヒェンで静態保存されている一方、もう1両（2）についてはハノーファー路面電車博物館で動態保存されている。また、同博物館には1927年製の2軸車や事業用車両も収蔵されている。